# Bill Dixon
Bill Dixon (Nantucket, 1925. október 5. – Bennington, 2010. június 16.) amerikai dzsesszzenész; zongorista, trombitaművész, zenepedagógus. Trombitán, kürtön és zongorán játszott, gyakran elektronikus késleltetéssel és zengetővel. A szerzői jogok és az afroamerikai zenei hagyományok jelentős aktivistája volt.

## Pályakép
Családja 1934-ben Nantucketből a New York-i Harlembe költözött. 1944-46-ban Németországban szolgált. Zenei tanulmányait a Hartnette Conservatory of Music-ban folytatta (1946-1951). Festészetet pedig a Bostoni Egyetemen tanult. 1956 és 1962 között az Egyesült Nemzetek Szervezetében dolgozott, ahol megalapította a United Nations Jazz Society-t.
Az 1960-as években Dixon a dzsessz avantgárd egyik főszereplője lett. 1964-ben tulajdonképpen tulajdonképpen „októberi forradalmat” szervezett a dzsesszben, amikor négy napon át dzsesszzenével kapcsolatos vitákat szervezett meg a manhattani Cellar Caféban. A résztvevők között volt Cecil Taylor zongorista és Sun Ra zenekarvezető is.
Ez volt a a világon az első free jazz fesztivál.
Dixon később társalapítója lett a Jazz Composers Guildnek, egy olyan  szervezetnek, amely kapcsolatot akart teremteni a klubtulajdonosokkal, és nagyobb médiamegjelenést akart elérni.
Dixon a New York-i Greenwich Village-ben található Judson Dance Theatre-ben kulcsszereplő volt, aki free jazzt és improvizációs táncot keverő koncerteket adott elő, és több éven át szoros együttműködésben dolgozott Judith Dunn táncosnővel, akivel idővel megalakította a Judith Dunn/Bill Dixon Company-t.
Viszonylag kevés felvétele volt ebben az időszakban.
1967-ben komponált és vezényelt egy zenét az Egyesült Államok Információs Ügynöksége filmjéhez.
Dixon 1968-95 között a vermonti Bennington College zenei professzora volt, ahol megalapította a főiskola Black Music Divisionjét. Ebből az időszakból való szólótrombita felvételekeit a Cadence Jazz Records adta ki, és a saját kiadású (Odyssey című), több CD-s kiadványon gyűjtötték össze őket vizuális alkotásai reprodukcióival együtt.
Később Cecil Taylorral, Tony Oxley-vel, William Parkerrel és Rob Mazurekkel készített felvételeket.
Egyike volt annak a négy zenésznek, akik az Imagine the Sound című kanadai dokumentumfilmben (Cecil Taylorral, Archie Shepp-pel és Paul Bley-vel), 1981-ben szerepeltek.
2010-ben Bill Dixon álmában halt meg ismeretlen betegség következtében.

## Lemezválogatás
- 1985: Thoughts (+ Peter Kowald)
- 1998: Bill Dixon in Italy (+ Alan Silva, Freddie Waits, Arthur Brooks)
- 1981: November 1981 (+ Alan Silva, Lawrence Cook)
- 1998: Son of Sisyphus
- 1999: Berlin Abbozzi (+ Matthias Bauer, Klaus Koch, Tony Oxley)
- 2008: 17 Musicians in Search of a Sound: Darfur
- 2008: Bill Dixon with Exploding Star Orchestra
- 2009: Tapestries for Small Orchestra
- 2011: Intents And Purposes
- 0011: Envoi

## Filmek
- Bill Dixon az IMDb-n